# Patrioci (rewolucjoniści w Ameryce Południowej)

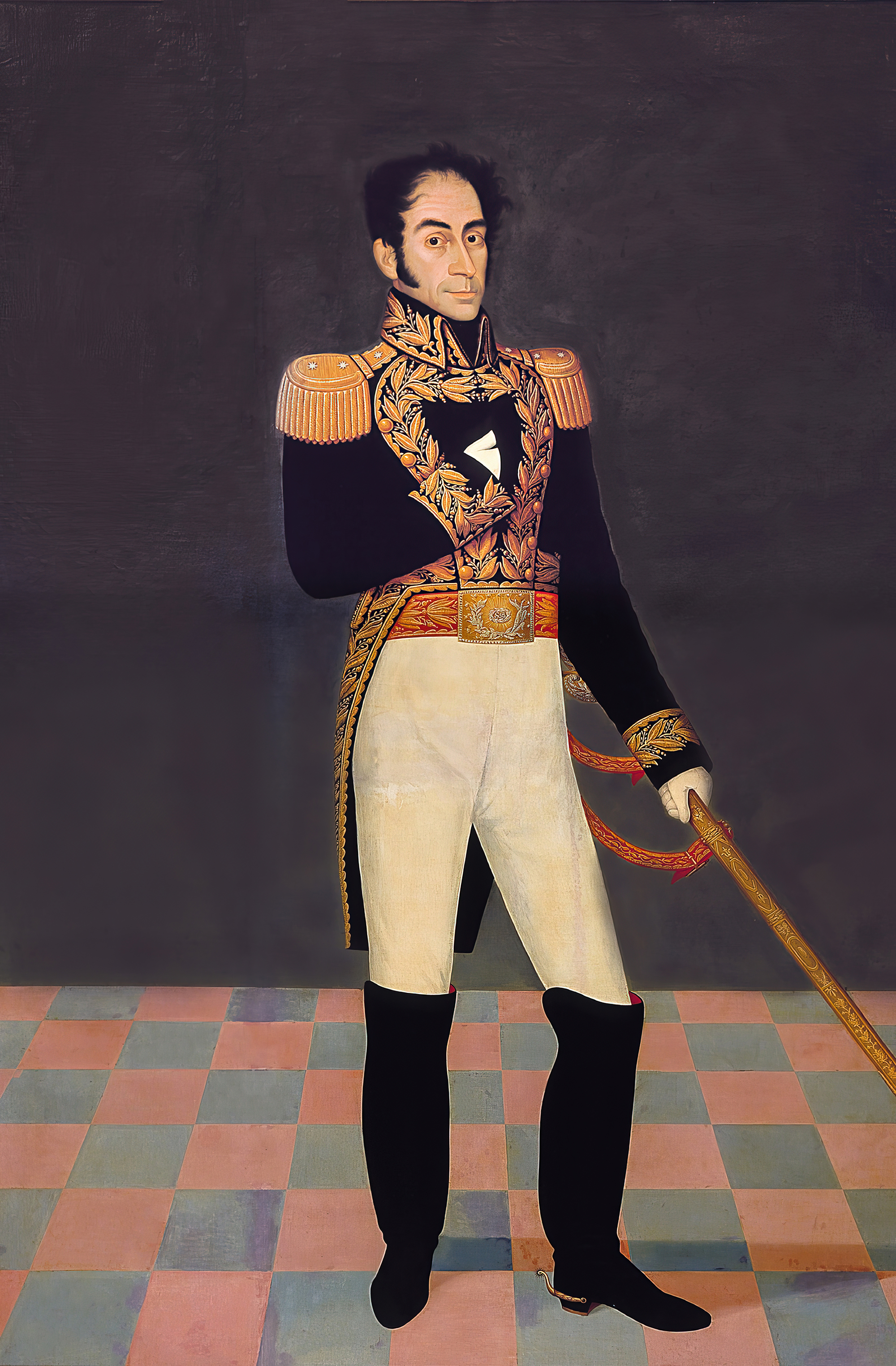
Jeden z najważniejszych dowódców armii Patriotów Simon Bolivar

Patrioci (hiszp. Ejércitos patriotas) – termin stosowany w stosunku do zwolenników wyzwolenia państw spod jarzma hiszpańskiego na terenach Ameryki.
Wielki wpływ na poglądy Patriotów miała epoka oświecenia, oraz rewolucje we Francji oraz USA. Jednak głównym powodem wystąpienia Patriotów przeciwko Hiszpanom, było uwięzienie króla Hiszpanii Ferdynanda VIII przez Napoleona w 1808 roku. Upadek władzy centralnej oraz strach przed atakiem Napoleona na kolonie hiszpańskie, spowodował, że miasteczka oraz regiony były wręcz zmuszone do objęcia samodzielnej władzy na danych terenach.
Siły Patriotów składały się z ludności rdzennej, Kreole, Hiszpanów oraz ochotników z Europy. Najbardziej znanym oddziałem ochotników z Europy był Legion Brytyjski.